# ژان-فیلیپ گاتین
ژان-فیلیپ گاتین (فرانسوی: Jean-Philippe Gatien‎؛ زادهٔ ۱۶ اکتبر ۱۹۶۸) یک بازیکن تنیس روی میز اهل فرانسه است.
وی در مسابقات کشوری و بین‌المللی در مجموع برنده ۶ مدال طلا، ۶ مدال نقره، ۸ مدال برنز شده‌است.